# Josef Remmele
Josef Remmele (ur. 3 marca 1903 w Horgau, zm. 3 grudnia 1948 w Landsberg am Lech) – zbrodniarz hitlerowski, członek załogi obozów koncentracyjnych Dachau i Auschwitz-Birkenau oraz SS-Hauptscharführer.
Z zawodu rolnik, członek NSDAP od 1934 roku. Był członkiem Waffen-SS. Pełnił służbę w obozie koncentracyjnym w Dachau od 1934 do sierpnia 1942 roku. Początkowo (do 1936) był strażnikiem, następnie został przeniesiony do komendantury obozu. Od 1936 roku pełnił funkcje, kolejno: Blockführera (do 1937), kierownika wydziału zajmującego się pracą więźniów (1937–1941) i wreszcie, od wiosny 1941 do sierpnia 1942, oficera raportowego, odpowiedzialnego za apele więźniów (Rapportführera). Brał wielokrotnie udział w egzekucjach więźniów i jeńców radzieckich.
26 maja 1943 roku został ustanowiony pierwszym komendantem Eintrachthütte (Świętochłowice) – podobozu Auschwitz-Birkenau. Stanowisko to piastował do 18 lipca 1944 roku, gdy został zastąpiony przez Wilhelma Gehringa. Również tutaj Remmele znęcał się nad więźniami, osobiście biorąc również udział w egzekucjach.
Za swoje zbrodnie został po zakończeniu wojny osądzony przez amerykański Trybunał w Dachau. Proces odbył się w dniach 9–15 września 1947 roku. Remmele został uznany za winnego za wszystkich stawianych mu zarzutów i skazany na karę śmierci przez powieszenie. Stracono go w początkach grudnia 1948 roku w więzieniu Landsberg.